# Takvor Nalyan

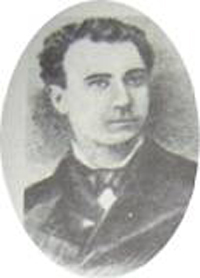
Takvor Nalyan

Takvor Nalyan (* 1843; † um 1877) war ein armenischer Schauspieler, Lehrer, Übersetzer und Autor. Er unterrichtete bis 1868 in Ägypten und Konstantinopel. Er stieß 1868 zur Theatertruppe von Agop Güllü. Takvor Nalyan spielte in vielen Stücken des Gedik-Paşa-Theaters mit (später bekannt als Osmanisches Theater). Er übersetzte alle Stücke, Vaudevilles und Operetten, die die Truppe von Agop Güllü in osmanischer oder armenischer Sprache aufführte.  Er war der Librettist der bekannten Operette Leblebici Horhor Ağa von Dikran Çuhacıyan.